# Мадригал (ансамбль старинной музыки)
Ансамбль солистов «Мадригал» — один из старейших и наиболее авторитетных российских ансамблей старинной музыки. Основан в 1965 году композитором Андреем Волконским, после эмиграции Волконского в 1972 году ансамбль возглавляла Лидия Давыдова (с перерывом в 1983—1992 годах, когда ансамблем руководил Олег Янченко).
С творчеством «Мадригала» связано открытие для широкого российского слушателя западноевропейской музыки добаховского периода. Монографические концерты и звукозаписи «Мадригал» посвящал музыке Франции, Англии, Италии, Испании, Германии, Нидерландов. В дальнейшем и хронологические, и культурные рамки деятельности ансамбля были расширены: «Мадригал» начал исполнять византийскую, южнославянскую и русскую музыку (вплоть до духовных концертов XVIII века), а в западноевропейской музыке дошёл до произведений IX—XII веков, хотя основой репертуара остаются сочинения XIV—XVIII столетий.
Ранний период истории «Мадригала» отмечен работой в составе коллектива ряда выдающихся музыкантов, в дальнейшем избравших сольную или иную карьеру: Марка Пекарского, Алексея Любимова, сестёр Лисициан. С 1972 по 1992 в «Мадригале» пел первый русский контратенор Е. В. Аргышев.
В 2008 году Московская государственная филармония реорганизовала ансамбль, сохранив прежнее название; новый коллектив возглавил лютнист Александр Суетин. Другие музыканты прежнего состава во главе с прежней руководительницей ансамбля Лидией Давыдовой также продолжили выступления под названием «Мадригал» и зарегистрировали в 2010 г. Автономную некоммерческую организацию (АНО) «Мадригал». В 2011 году Лидия Давыдова скончалась.
За сравнительно небольшой срок «Мадригал» под руководством Суетина подготовил более пятнадцати оригинальных программ, стал участником фестиваля «Декабрьский ангажемент» в Калуге, «Дягилевские дни» в Перми, I Открытого фестиваля профессиональных оркестров в г. Чайковский (Пермский край), фестиваля «Классическая гитара в XXI веке» (г. Казань), культурных программ международного сотрудничества в Дании, на Мальте и в Швеции; а Александр Суетин и Анна Тончева приняли участие в постановке оперы К.Монтеверди «Орфей» в Пермском театре оперы и балета, ставшей обладательницей двух Национальных театральных премий «Золотая маска».